# Muskegon, Michigan

Muskegon este o localitate, municipalitate și sediul comitatului Muskegon, statul Michigan, Statele Unite ale Americii.

## Personalități născute aici
- Heber Doust Curtis (1872 - 1942), astronom.

1. ↑   https://www.muskegon-mi.gov/elected-officials/ken-johnson/, accesat în 10 august 2022 Lipsește sau este vid: |title= (ajutor)
2. ↑  Recensământul Statelor Unite ale Americii din 2010, accesat în 9 iulie 2020